# Entyloma erigerontis
Entyloma erigerontis är en svampart som beskrevs av Syd. & P. Syd. ex Cif. 1928. Entyloma erigerontis ingår i släktet Entyloma och familjen Entylomataceae.   Inga underarter finns listade i Catalogue of Life.